# Еталон буково-модринового насадження (пам'ятка природи)
Еталон буково-модринового насадження — ботанічна пам'ятка природи місцевого значення. Об'єкт розташований на території Долинського району Івано-Франківської області, Витвицьке лісництво, квартал 2, виділ 11.
Площа — 1,5000 га, статус отриманий у 1972 році.